# Liste der Baudenkmale in Langeoog
In der Liste der Baudenkmale in Langeoog sind alle denkmalgeschützten Bauten der niedersächsischen Gemeinde Langeoog im Landkreis Wittmund aufgelistet. Grundlage ist die veröffentlichte Denkmalliste des Landkreises (Stand: 8. Februar 2001).
Baudenkmale sind „im Sinne des Gesetzes Bodendenkmale, bewegliche Denkmale und Denkmale der Erdgeschichte.“ Die Denkmalliste der Gemeinde Langeoog umfasst 42 Baudenkmale.

## Baudenkmale
Die Liste umfasst, falls vorhanden, eine Fotografie des Denkmals, als Bezeichnung falls vorhanden den Namen, sonst den Gebäudetyp und die Adresse, das Datum der Unterschutzstellung und die Eintragungsnummer Denkmalbehörde.
| Bild                     | Bezeichnung                 | Lage                                | Beschreibung | Bauzeit              | Eingetragen seit | Denkmal- nummer |
| ------------------------ | --------------------------- | ----------------------------------- | --- | -------------------- | ---------------- | --------------- |
| BW                       | Ensemble Fährhusweg 5/7     | Fährhusweg 5/7 Karte                | Wohnhäuser, giebelständige eingeschossige Ziegelbauten unter Krüppelwalmdach mit Verandavorbauten für die Gästehausnutzung | Ende 19. Jahrhundert |                  | 0003 und 0009   |
| BW                       | Zollhaus                    | Mittelstraße 15 Karte               | Eingeschossiges, traufständiges Wohnhaus mit Krüppelwalmdach, Putzfelder oberhalb der Kämpferzone, geschweifte Traufline, stilistisch angepasstes Waschhaus im Hof, kleiner eingeschossiger Ziegelbau | um 1910              |                  | 00010 und 0001  |
| Siedlung Herrenhusstraße | Siedlung Herrenhusstraße    | Herrenhusstraße 1-20                | Eingeschossige, traufständige Ziegelbauten mit Veranda, Ausführung als Doppelhaus | 1936                 | 23. August 1990  | 00013-00030     |
|                          | Siedlung „Am Blumental“     | Am Blumental 1-7, Friesenstrasse 26 | Zweigeschossige, traufständige Ziegelbauten | 1936                 | 23. August 1990  | 00036-00043     |
|                          | Siedlung „Am Blumental“     | Friesenstraße 18,20,22,24           | eingeschossige traufständige Ziegelbauten mit Veranda | 1936                 | 23. August 1990  | 00031-00034     |
| Inselkirche Langeoog     | Inselkirche Langeoog        | Kirchstraße 3 Karte                 | Evangelische Kirche mit Friedhof und Einfriedung, neugotischer Ziegelbau mit Südwestturm, Putzfelder am Turm und Giebeldreieck, erbaut 1890, erweitert 1953 | 1890                 |                  | 00012 und 0059  |
| Wasserturm Langeoog      | Wasserturm Langeoog         | Am Wasserturm Karte                 | Der Wasserturm und das Wasserwerk bilden trotz der räumliche Entfernung ein funktionales Ensemble, das in seltener Weise den Betriebsablauf eines Wasserwerkes der Zeit um 1910 dokumentiert. Der Turm ist 18,5 m hoch und steht an einer 18 m hohen Düne am Westkap, Pilzartig auskragender Wasserbehälter (100 m³) über oktogonalen Rumpf mit Laterne (Aussichtsplattform), das Werk ist ein eingeschossiger Zweckbau in Form einer Maschinenhalle mit verputzten Backsteinwänden unter Walmdach, Rundbogenfenster mit Ziegelziersetzung, technische Einrichtung ist erhalten | 1909                 |                  | 00008 (Turm)    |
| Wasserwerk West          | Wasserwerk West             | Mittelstraße 37 Karte               | Das Werk ist ein eingeschossiger Zweckbau in Form einer Maschinenhalle mit verputzten Backsteinwänden unter Walmdach, Rundbogenfenster mit Ziegelziersetzung, technische Einrichtung ist erhalten | 1909                 |                  | 00044 (Werk)    |
| Rettungsboot             | Rettungsboot                | Kurstraße Karte                     | Das Boot wurde 1944 auf der Bootswerft „August Pahl“ in Hamburg-Finkenwerder gebaut. „Wesertypus“-Serie: 14 m langer Stahlrumpf, 1,38 m Tiefgang und 150 PS, 1980 außer Dienst | 1944                 |                  | 00047           |
| BW                       | Gästehaus „Haus Sommerfeld“ | Mittelstraße 17 Karte               | Eingeschossiger Ziegelbau mit niedrigem Drempel, Mittelachse mit Eingangsrisalit, datiert „1901“ jüngere Eckveranda mit originalen Holzfenstern | 1901                 |                  | 00005           |
| BW                       | Gästehaus „Seemanshus“      | Mittelstraße 18 Karte               | Ehemaliges Wohn- und Wirtschaftsgebäude, Schmaler, eingeschossiger Ziegelbau unter Satteldach, im ehemaligen Wirtschaftsbereich, Innenständer-Gerüst und abgehängte Decke, erbaut um 1800, Südgiebel mit Holzveranda um 1900 | um 1800              |                  | 00007           |
| BW                       | Wohnhaus                    | Otto-Leuß-Weg 3 Karte               | Eingeschossiger Ziegelbau mit Zweiständer-Hochrähmgefüge, einseitiger tiefer Vollwalm, im Kern aus dem 18. Jahrhundert, Freispärre, Eingangsvorbau und Holzveranda um 1900 | 18. Jahrhundert      |                  | 00004           |
| BW                       | Gästehaus „Böttcher-Hus“    | Rudolf-Eucken-Weg 7 Karte           | Eingeschossiger Ziegelbau mit niedrigem Drempel, Mittelachse mit Eingangsrisalit, Gliederung durch Gesimse, Verdachung und Profil. Fensterbänke, straßenseitig Verandavorbau | um 1900              |                  | 00006           |